# Punta Berlioz
Punta Berlioz es un cabo cubierto de nieve en el lado sur de la península Beethoven, en la isla Alejandro I de la Antártida, que marca el punto de entrada noroeste a la bahía ocupada por la barrera de hielo Bach. La parte sur de la isla Alejandro fue cartografiada a grandes rasgos por primera vez por el Servicio Antártico de los Estados Unidos en 1940, pero este punto no estaba claramente identificado. Fue cartografiada a partir de fotos aéreas obtenidas por la  Expedición de Investigación Antártica de Ronne (RARE) entre 1947 y 1948, por Derek J. H. Searle de la British Antarctic Survey en 1960, y bautizada por el Comité de Topónimos Antárticos del Reino Unido con el nombre del compositor francés Hector Berlioz.